# Сьомий Доктор
Сьомий Доктор — сьоме втілення вигаданого персонажа Доктора з британського наукового-фантастичного телесеріалу Доктор Хто. Його зіграв актор Сильвестр МакКой.

## Біографія
Коли TARDIS було атаковано Рані, Шостий Доктор зазнав ушкоджень і вимушений був регенерувати. Після регенерації Доктор зірвав плани Рані та переконав свою супутницю Мелані Буш продовжити мандри разом із ним.
На планеті Свартос Мел вирішила залишити Доктора, але саме в цей час Доктор зустрів дівчину-підлітка Ейс, яка стала його новим компаньйоном. Ейс було закинуто у віддалене майбутнє з 1980-х давнім ворогом Доктора, відомим як Фенрік. Доктор взяв Ейс під свою опіку і почав розвідувати задуми Фенріка. Він боровся із різним злом, використовуючи Руку Омеги як частину пастки. Внаслідок цього була зруйнована рідна планета далеків — Скаро.
З метою допомоги Ейс Доктор вирушив з нею до її рідного Перівейла 1883 року. Згодом вони опинились на військово-морській базі періоду Другої Світової війни, де зустрілися з Фенріком і з'ясували його роль у долі Ейс. Доктор продовжував опікуватися нею ще певний час, але потім поверув її у Перівейл 1983 року. Оставини їхнього розставання невідомі.
Наприкінці свого сьомого втілення Доктор отримав завдання від інших Володарів Часу перевезти залишки Майстра зі Скаро на Галіфрей. Це виявилося помилкою, адже Майстер зумів узяти ТАРДІС Доктора під контроль і приземлив її у Сан-Франциско 1999 року. Там Доктор був поранений під час перестрілки. У лікарні, куди він потрапив, його намагалися реанімувати, і, можливо, саме через це він регенерував не одразу після «смерті».

## Постать
Сьомий Доктор зазнав найбільших змін протягом цього свого втілення у порівнянні з іншими. Спочатку він представ перед глядачами як доброзичливий і незграбний, дещо комедійний персонаж. Але згодом усе змінилося — Сьомий Доктор став таємничішим, розважливим і серйозним.
Доктор часто зображував блазня з метою розслабити ворога. Ця тактика спрацьовувала завжди — вороги його недооцінювали, за що зрештою і каралися.
Це втілення Доктора діяло за принципом «мета виправдовує засоби». Він полюбляв маніпулювати людьми, дуже часто не повідомляв навіть друзям про свої справжні наміри і використовував їх у своїх цілях. Свої погрози Сьомий Доктор завжди здійснював, якими б страшними вони не були.
На відміну від Третього Доктора, Сьомий був противником насильства у будь-яких його проявах. Але це не означає, що він був неспроможний постояти за себе та товаришів. Коли цього потребувала ситуація, Доктор міг і застосувати силу, і навіть використати вогнепальну зброю, але лише у крайньому разі. Натомість часто він словами доводив своїх ворогів до самогубства.

## Пізніші появи
У 1996 році Сильвестр МакКой виконав роль Сьомого Доктора у повнометражному фільмі Доктор Хто.
Також зображення Сьомого Доктора з'явилося в епізоді «Людська природа», а в епізоді «Наступний Доктор» було показано мініролик з усіма Докторами, зокрема й Сьомим.